# Kaitajärvi (sjö i Klemis, Södra Karelen)
Kaitajärvi är en sjö i kommunen Klemis i landskapet Södra Karelen i Finland. Sjön ligger 78,2 meter över havet. Den är 15 meter djup. Arean är 88 hektar och strandlinjen är 13,77 kilometer lång. Sjön  ingår i Kymmene älvs huvudavrinningsområde.   Den ligger omkring 27 km väster om Villmanstrand och omkring 180 km nordöst om Helsingfors. 
I sjön ligger ön Kaidansaari.